# Paracoryne huvei
Paracoryne huvei ist eine ausschließlich im Meer lebende Art der Hydrozoen (Hydrozoa) aus dem Stamm der Nesseltiere (Cnidaria). Es ist die einzige Art der Gattung Paracoryne Picard, 1957, die wiederum die einzige Gattung der Familie Paracorynidae Picard, 1957 ist. Die Art ist endemisch im westlichen Mittelmeer.

## Merkmale
Die Hydroidpolypen bilden flache, rundliche, pinkfarbene Kolonien, deren Hydranthen aus Gastrozooiden (Fresspolypen), Gonozooiden (Geschlechtspolypen) und Dactylozooiden (Wehrpolypen) bestehen. Die Basalplatte der Kolonie ist unterteilt in eine obere Lage mit großen gastrodermalen Hohlräumen und in eine untere Lage mit großen, parenchymatischen gastrodermalen Zellen, die sich in die Dactylozooide fortsetzen. Die Basalplatte ist von einer Lage aus Epidermis umgeben. Die Gastrozooide sind relativ kurz und dick, mit einem bis vier Kränzen solider, geknöpfter Tentakel. Die Gonozooide sind kurz und besitzen weder Tentakel noch einen Mund. Sie tragen cryptomedusoide Gonophoren. Die Eier entwickeln sich innerhalb der Gonophore zu Actinula-Larven oder auch zu umkapselten Überdauerungsstadien. Die Dactylozooide sind lang, fingerförmig und um den Rand der Kolonie positioniert.

## Geographische Verbreitung und Lebensraum
Die Art ist endemisch im westlichen Mittelmeer. Sie lebt in der Intertidalzone über der mittleren Wasserlinie an Felsküsten auf Felsen oder auf Muschelschalen.

## Lebensweise
Die Bestände dieser Art sind anscheinend großen Schwankungen unterworfen. Vor der Erstbeschreibung muss die Art sehr selten gewesen sein, da die sehr auffälligen, unverwechselbaren Kolonien vor 1957 von keinem Forscher des verhältnismäßig gut untersuchten Mittelmeers gefunden worden waren. In den 1970er und 1980er Jahren wurde die Art relativ häufig und wurde des Öfteren beschrieben. Dann verschwand die Art wieder völlig und kann seither an den früheren Fundplätzen nicht mehr nachgewiesen werden. Das Vorhandensein von Überdauerungsstadien mit sehr langer Diapause im Lebenszyklus dieser Art könnte das plötzliche Erscheinen und Verschwinden dieser Art erklären.

## Systematik
Die Art wurde 1957 von Jacques Picard erstmals beschrieben. Er schlug auch eine neue Gattung und eine neue Familie vor. Bisher sind Gattung und Familie monotypisch geblieben.

### Online
- Hydrozoa Directory